# Ikarus 256
Ikarus 256 — автобус среднего класса, серийно производившийся венгерской фирмой Ikarus с 1977 по 2002 год. Являлся дальнейшей модернизацией модели Ikarus 255. Эта модель была почти полностью унифицирована с моделью Ikarus 250, однако длина кузова была на метр меньше и составляла 11 метров. В сравнении с Ikarus 250 и Ikarus 255, 256-я модель стала намного комфортнее и имела много новых возможностей и функций, присущих современным туристическим автобусам. Автобус может работать как в междугородном, так и в туристическом исполнении.
За время производства Ikarus 256 выпускались следующие модификации:
- Ikarus 256.21Н (1997—2002)[5];
- Ikarus 256.42 (1995—1998)[6];
- Ikarus 256.44 (1993—1997)[7];
- Ikarus 256.50 (1977—1992)[8], 256.50Е (1978—2000)[9];
- Ikarus 256.51 (1977—1990)[10];
- Ikarus 256.54 (1981—1989)[11];
- Ikarus 256.55 (1982—1989)[12];
- Ikarus 256.69 (1987—1990)[13][14];
- Ikarus 256.74 (1986—1998)[15][16][17];
- Ikarus 256.75 (1988—1993)[18][19].

## Описание модели
Автобус Ikarus 256 ровно на метр меньше, чем модель 250.59. Длина автобуса составляет 11 метров, высота автобуса уменьшилась на 10 сантиметров до 3.10 метра, ширина осталась неизменной в 2.5 метра. Кузов автобуса несущий, вагонной компоновки, выглядит полностью квадратным. Боковая обшивка автобуса состоит из нескольких сваренных стальных листов, довольно прочная и легко ремонтируется. Колёса автобуса, в отличие от Ikarus 250 (большинства модификаций) и Ikarus 255 изредка являются дисковыми; они идентичны колёсам, применявшимся на ЛАЗ, ЛиАЗ, МАЗ и многих других грузовиках и автобусах производства 1970—1990 годов. Размер колёс примерно 280R, сами шины типа 11.00 R20. 

### Дизайн
В СССР, в основном, поставлялись автобусы с окраской по схеме белая юбка, ярко-красные борта и верх (по такой же схеме с 1984 года стали окрашиваться и автобусы серии «Икарус» 250.59). Дизайн передка автобуса очень похож на дизайн 250-й модели — бампер чёрного цвета, большой, сварной, на бампере размещается государственный номер и противотуманные фары (нижняя часть бампера). Выше располагается воздухозаборник, он ничем не прикрыт, на нём ставится эмблема Ikarus с модельным номером автобуса. Фар 4, по две с каждой стороны, они оснащены линзовым покрытием и имеют очень большую мощность. Ветровое стекло автобуса — панорамное, очень большого размера и разделено пополам. Стеклоочистители перемещаются с помощью тяговых рычагов и могут работать в трёх режимах. Также может устанавливаться бачок с пеной для омывания стекла, правда в большинстве автобусов эта функция отсутствует. Боковые стекла Ikarus 256 небольшого размера, идентичные другим автобусам Ikarus, боковое зеркало с правой стороны в форме «ухо зайца». Задняя часть автобуса такая же, как и у автобусов 250-й серии: обшивка представляет собой один стальной лист, светотехника не изменилась. Задний бампер стальной сварной.

### Салон
Двери у автобуса одностворчатые. Привод передней двери  автоматический. Салон автобуса Ikarus 256 модернизированный и более комфортабельный по сравнению с подобными моделями. В автобусе имеется 10 рядов сидений с местами для пассажиров и, кроме того, 5 мест сзади. Все сиденья установлены на помосте, они гораздо комфортабельнее тех, что устанавливались на Ikarus 255, мягкого типа и на двадцать сантиметров выше. Сидения покрыты синтетической тканью. Ещё одной особенностью конструкции является возможность раздвинуть сиденья на специальных рельсах на несколько сантиметров друг от друга. Проблема тесноты в этом автобусе была частично решена путём уменьшения количества кресел до 45. Есть также подставка для ног с возможностью регулировки, которую также можно встретить и на Ikarus 250. Настил пола салона из линолеума, но недостаточно качественного, ввиду чего он быстро становился грязным и мокрым, если по нему ходили в грязной и мокрой от осадков обуви. Большим достоинством автобуса стали большие и светлые занавески, гораздо лучше защищающие от солнца, чем стандартные, красного цвета (дело в том, что окна Ikarus 200-й серии не тонировались). 5 кресел заднего ряда создают своеобразный спальный диван, который является очень удобным, например для пассажиров с маленькими детьми. Последний ряд (сиденья № 41—45) расположен на двух ступенях. По бокам последнего ряда имеются дополнительные окна. У этого автобуса вентиляция представлена принудительным обдувом через люки и искусственным — через сдвижные форточки. В салоне установлены светильники лампового типа, хотя освещение в автобусе намного хуже, чем у современных туристических автобусов, использующих несколько рядов подсветки в количестве 50—70 штук. В некоторых случаях возможно наличие телевизора, ставшего привычным для новых автобусов. Недостатком, по сравнению с автобусом Ikarus 250, стали багажные полки. На большинстве модификаций Ikarus 250 они были цельными с установленными системами индивидуального кондиционирования и освещения. На большинстве модификаций Ikarus 256 они напоминали таковые у модели Ikarus 255, то есть состояли из металлического, обшитого резиной каркаса с натянутой матерчатой сеткой. Впрочем, были также модификации с полками, аналогичными Ikarus 250.

### Кабина
Кабина водителя открытого типа, приборные панели и руль остались почти неизменными. Руль Raba с гидроусилителем, коробка передач на 7 ступеней (включая «R») типа ZF, педали не изменились — педаль акселератора небольшого размера и похожа на педаль в легковом автомобиле, педаль тормоза прямоугольная большого размера. Приборная панель осталась неизменной: тахометр располагается слева, вспомогательные приборы справа, а классический «Икарусовский» спидометр, размеченный до 120 км/ч, располагается справа. На правой части вспомогательной панели располагается большинство клавиш и радио. Отдельной двери из кабины водителя нет, поэтому некоторые приборы расположены и на левой панели.

### Динамика
По скоростным показателям автобус почти не уступает лайнерам того времени, за пределами города он передвигается в среднем со скоростью 70—80 км/ч и может развить скорость свыше 100 км/ч. Поэтому Ikarus 256 — универсальный автобус, который может работать как междугородный, туристический, экскурсионный, изредка — даже как городской.

### Ikarus 258
Ikarus 258 — версия Ikarus 256.50E для стран с левосторонним движением и тропическим климатом. Автобус оснащён системой кондиционирования Thermo King SD1. Входные двери — двустворчатые.
Для стран с правосторонним движением выпущено две модификации: 258.00 и 258.01. Их планировалось поставлять в Мозамбик в количестве 10 единиц.

## Технические характеристики
| Технические характеристики Ikarus 256           |                          |
| Назначение                                      | междугородный            |
| Габаритные размеры, мм                          | 10990x2500x3150          |
| Колёсная база, мм                               | 5330                     |
| Число мест для сидения                          | 45+1+1                   |
| Число дверей для пассажиров                     | 2                        |
| Дорожный просвет под днищем кузова, мм          | 330                      |
| Полная масса, кг                                | 15593                    |
| Двигатель                                       | RABA D10 UTSLL-155,P6 ТД |
| Рабочий объём двигателя, л                      | 10,35                    |
| Мощность двигателя, л. с.                       | 250                      |
| Вместимость топливного бака, л                  | 300                      |
| Коробка передач                                 | CSA S6 90U               |
| Число ступеней КП                               | 6/1                      |
| Максимальная скорость, км/ч                     | 120                      |
| Расход топлива, л/100 км при скорости 60 км/час | 34                       |

## Музейные и автобусы-памятники Икарус-256
В воронежском ПАТП-3 был установлен автобус-памятник Икарус-256, который стал дополнением к автобусам-экспонатам ЛиАЗ-677М, ЛАЗ-695Н и ПАЗ-3205 ранее эксплуатировавшимися в ПАТП.

## Галерея

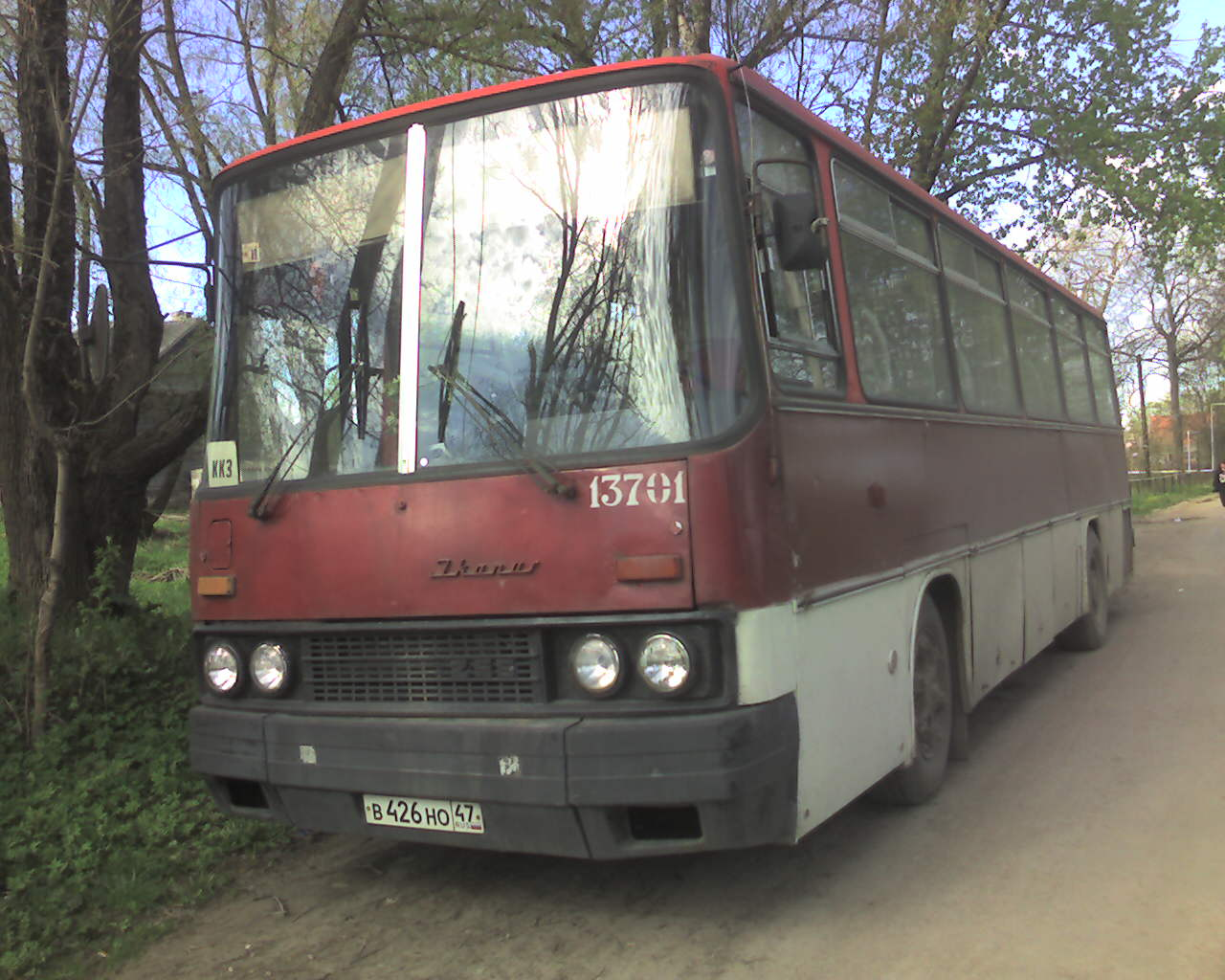
Ikarus 256.74 в Волосово.
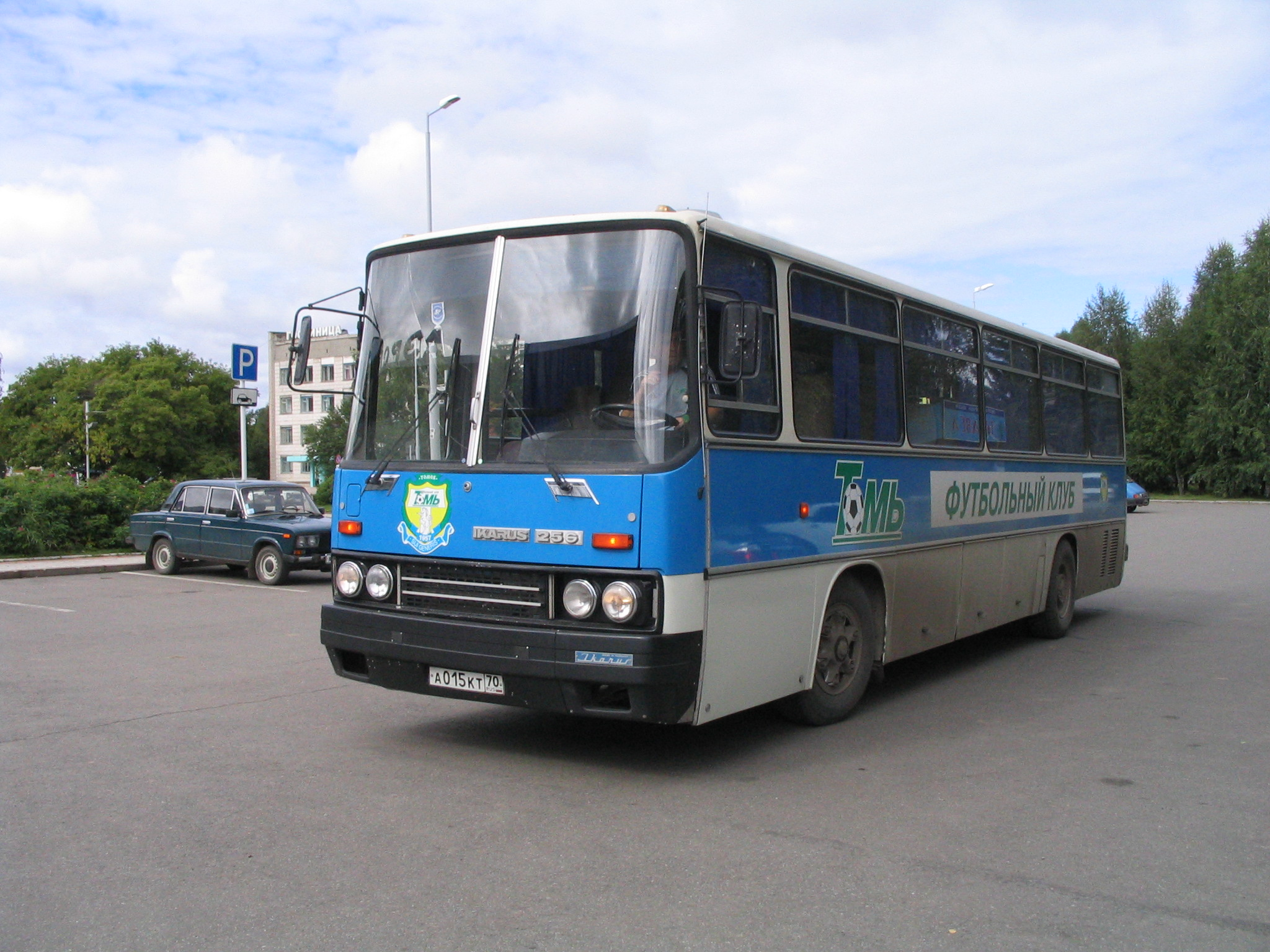
Автобус дублирующего состава футбольного клуба «Томь»
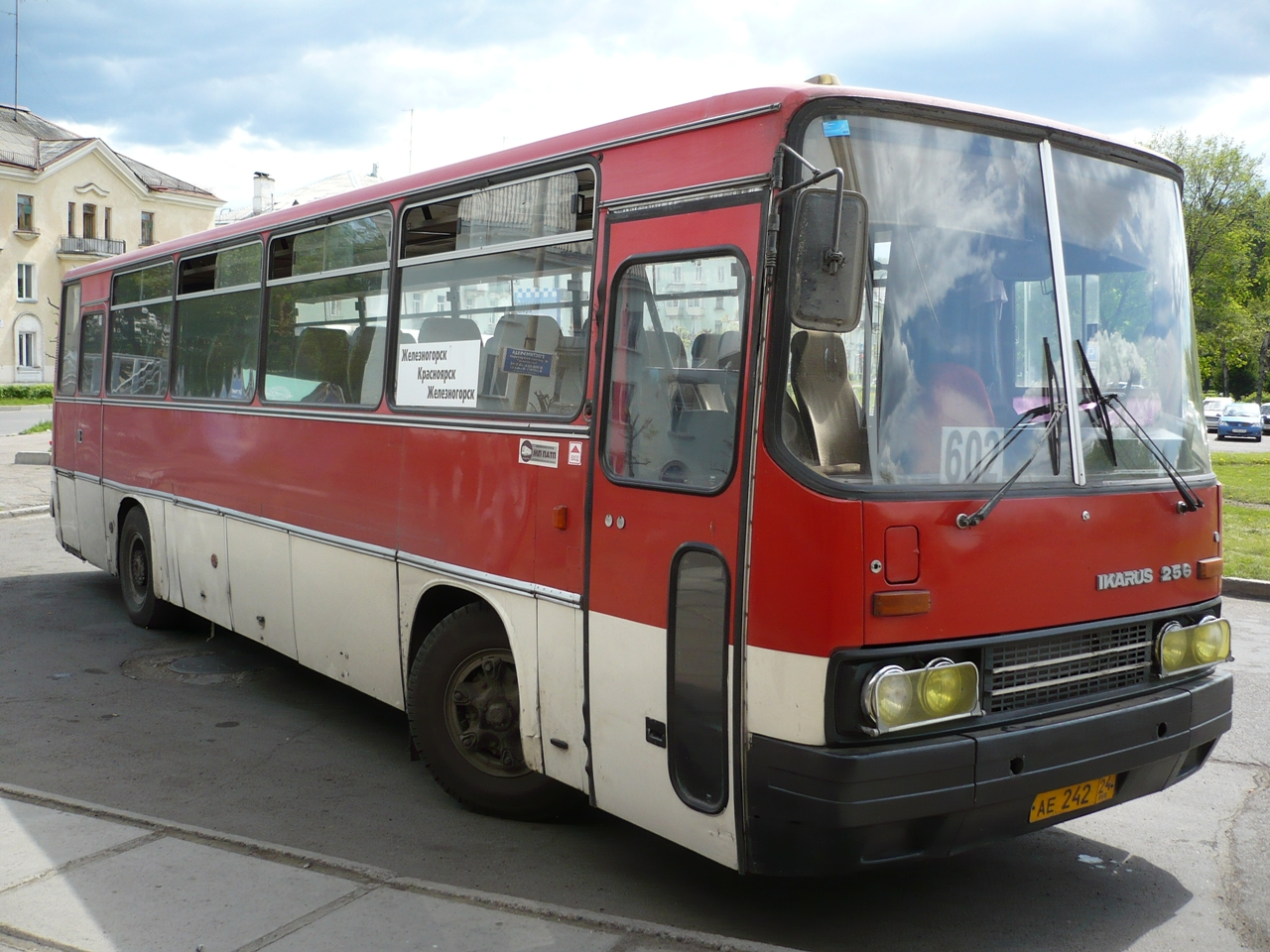
Ikarus 256 Железногорск (Красноярский край)
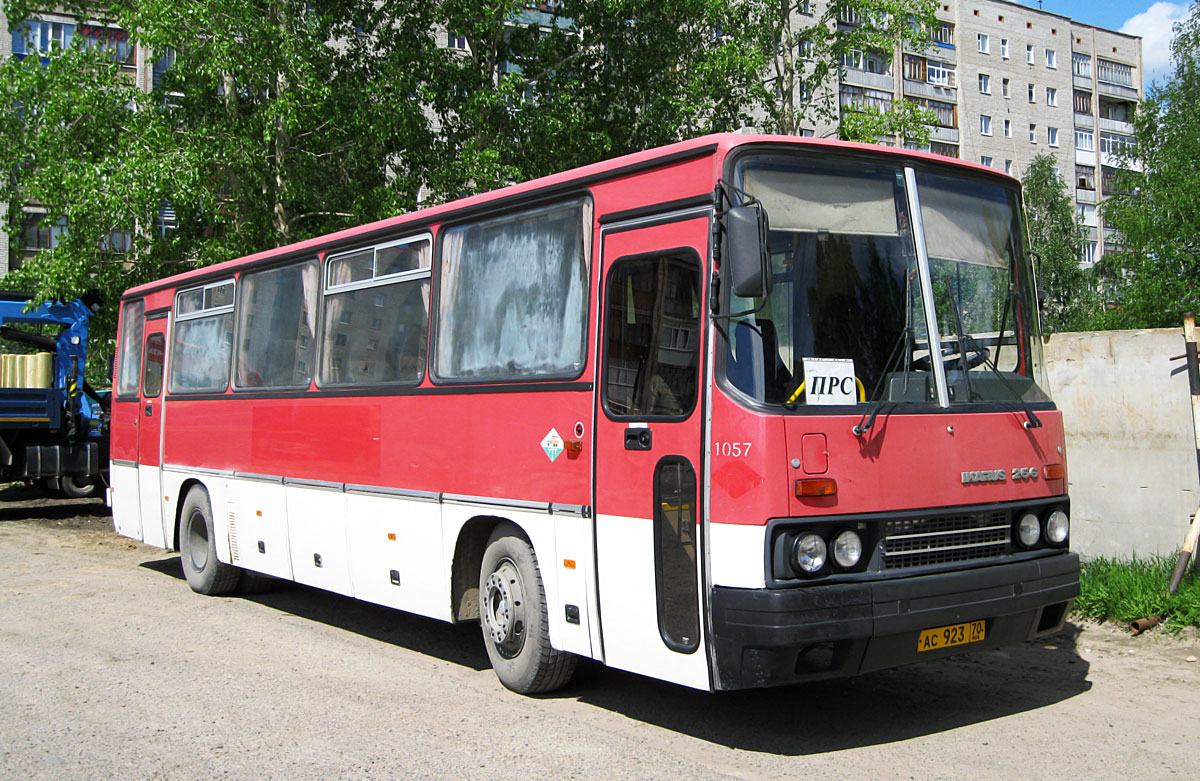
Ikarus-256.21H (2000 г/в) в Стрежевом
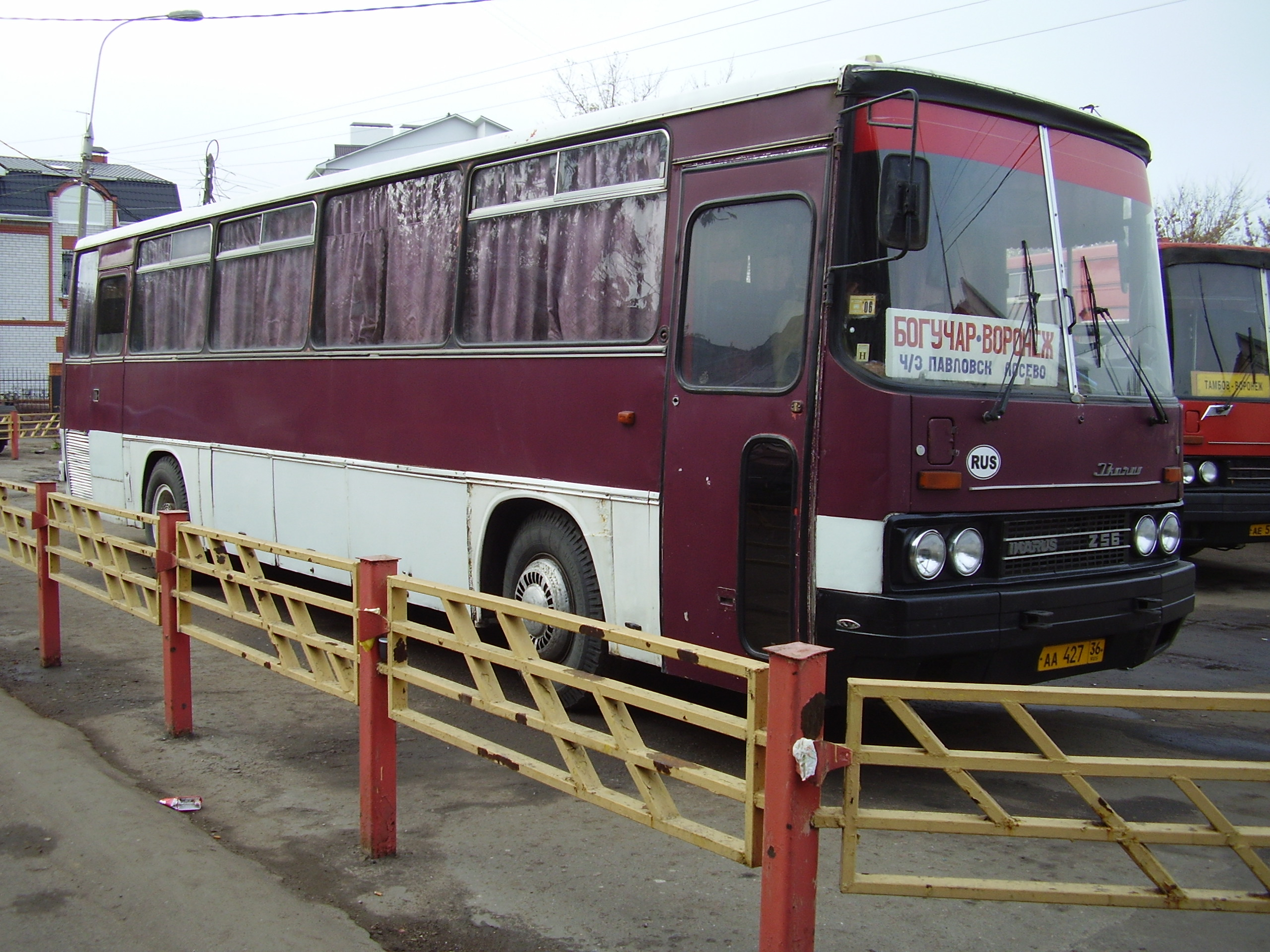
Икарус 256 в Воронеже
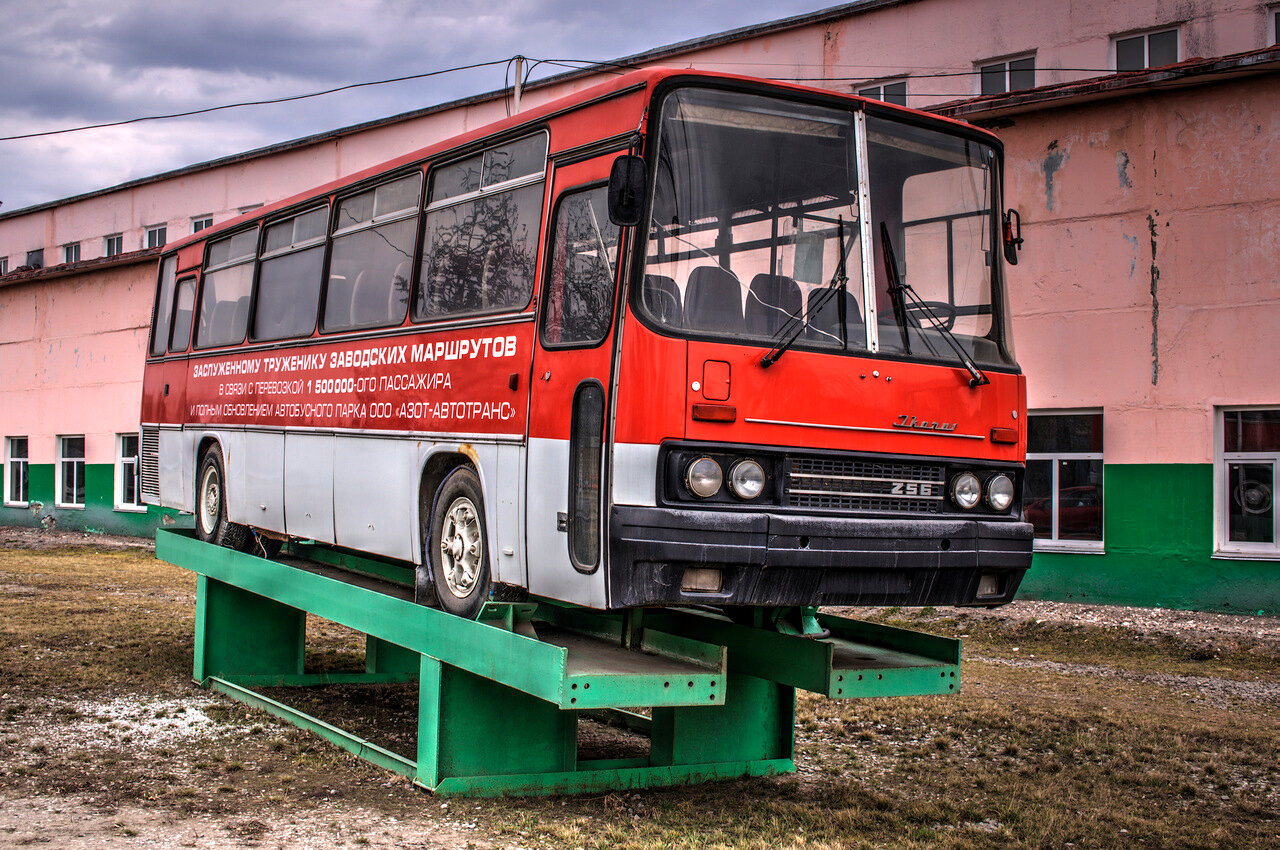
Город Кемерово, памятник автобусу «Икарус-256» на заводе «КАО-Азот»
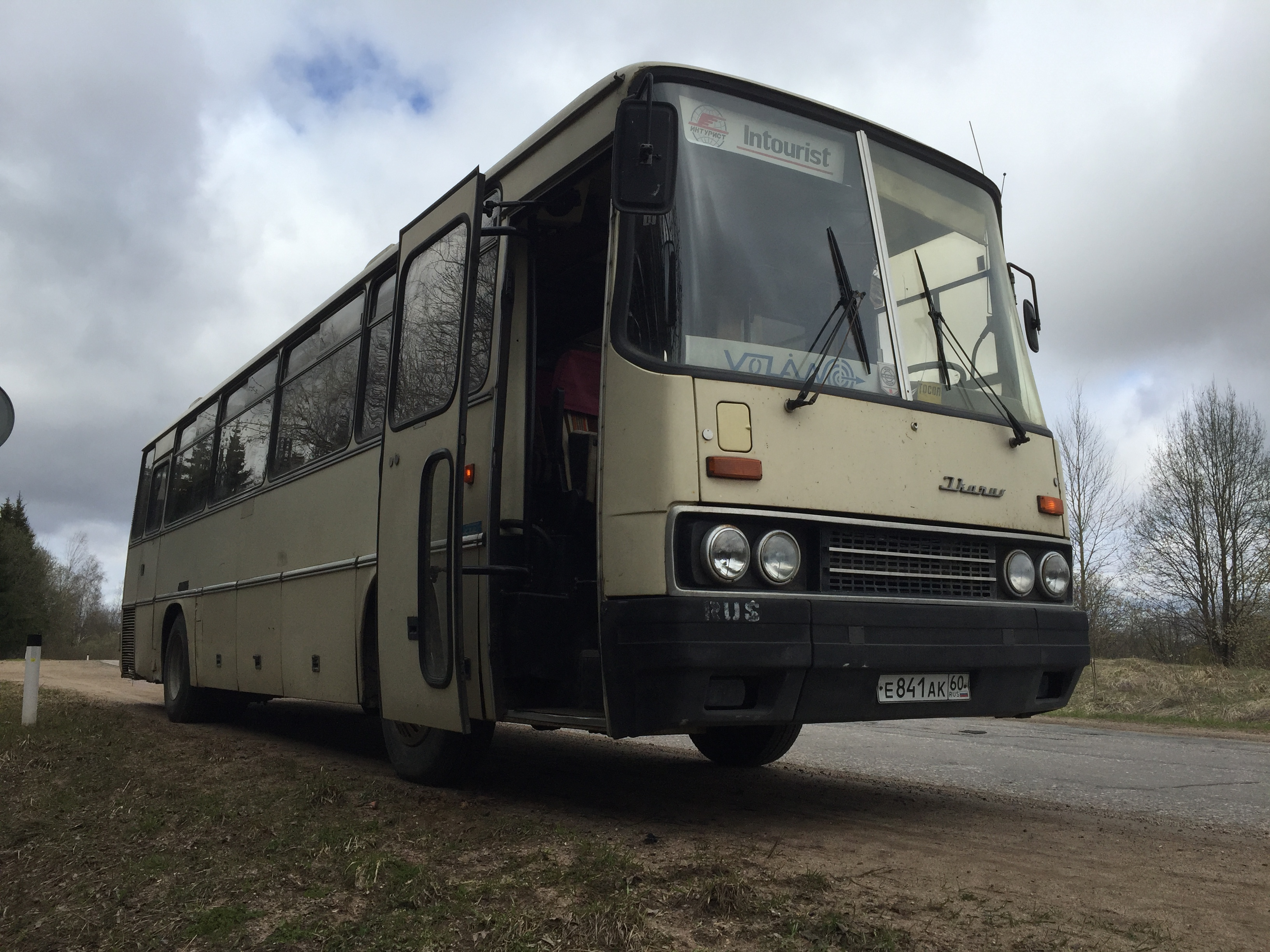
Ikarus 256.50VL (1990 г. в.)
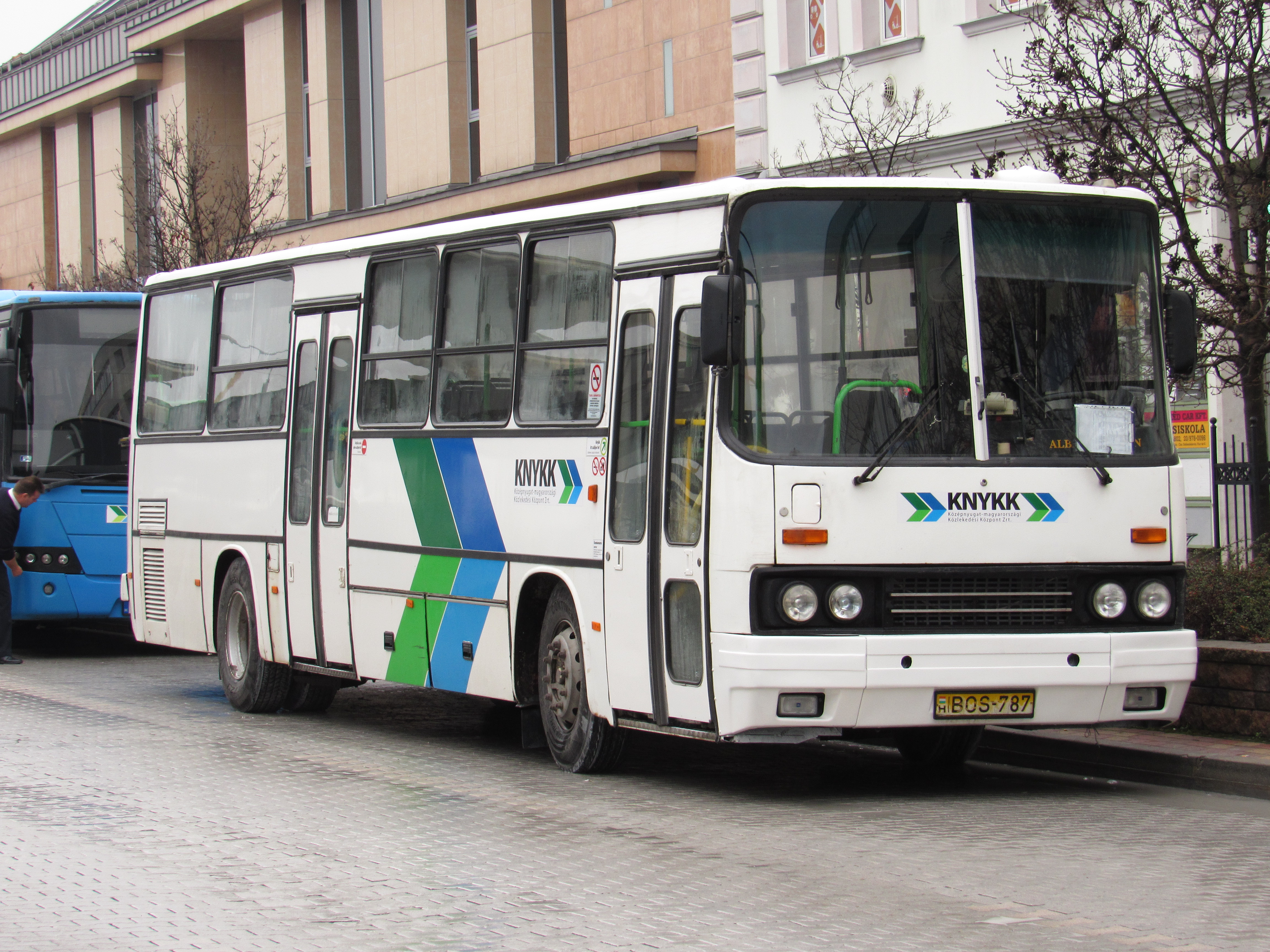
Ikarus 256.42
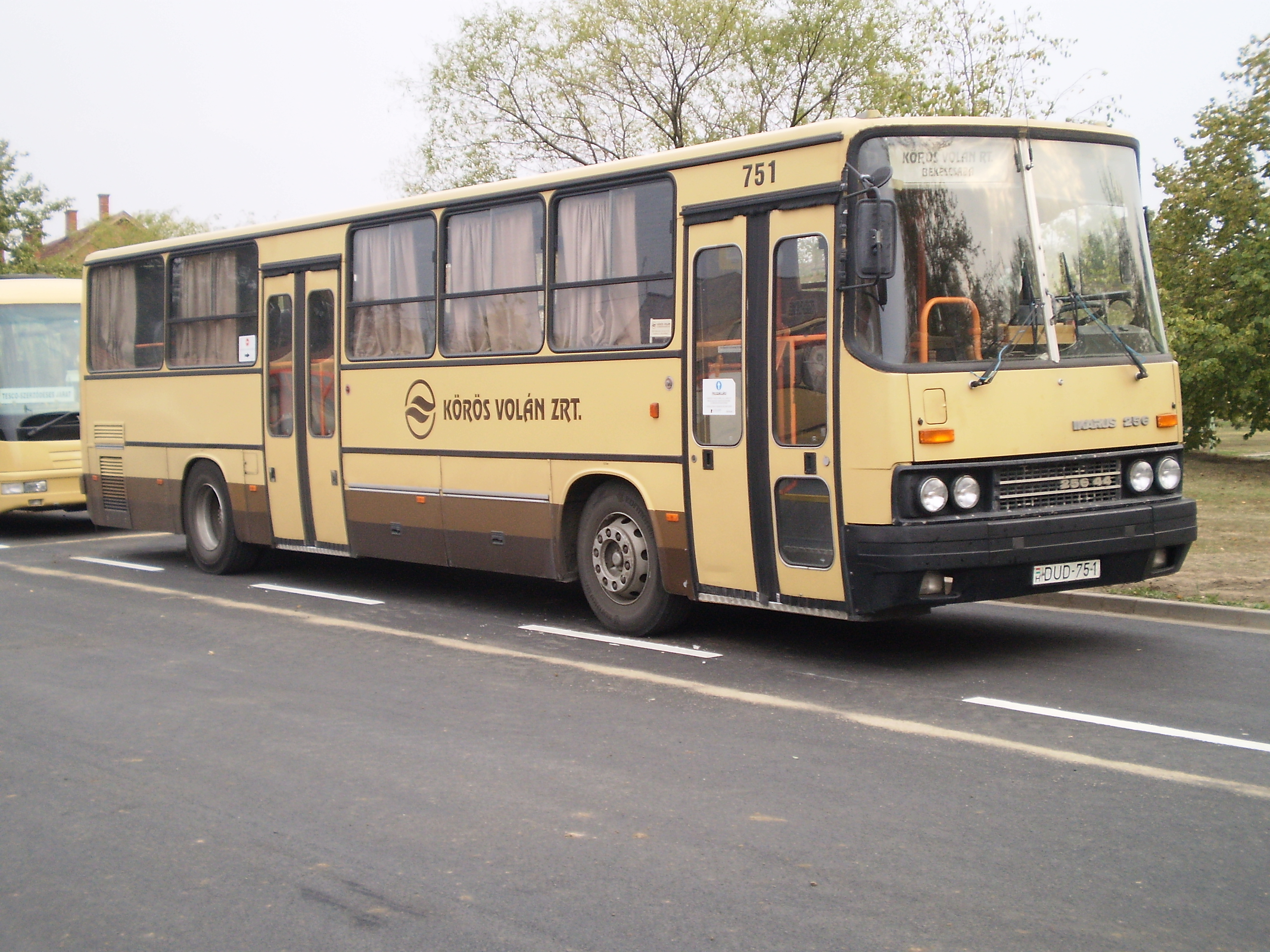
Ikarus 256 в Орошхазе (октябрь 2009 года)
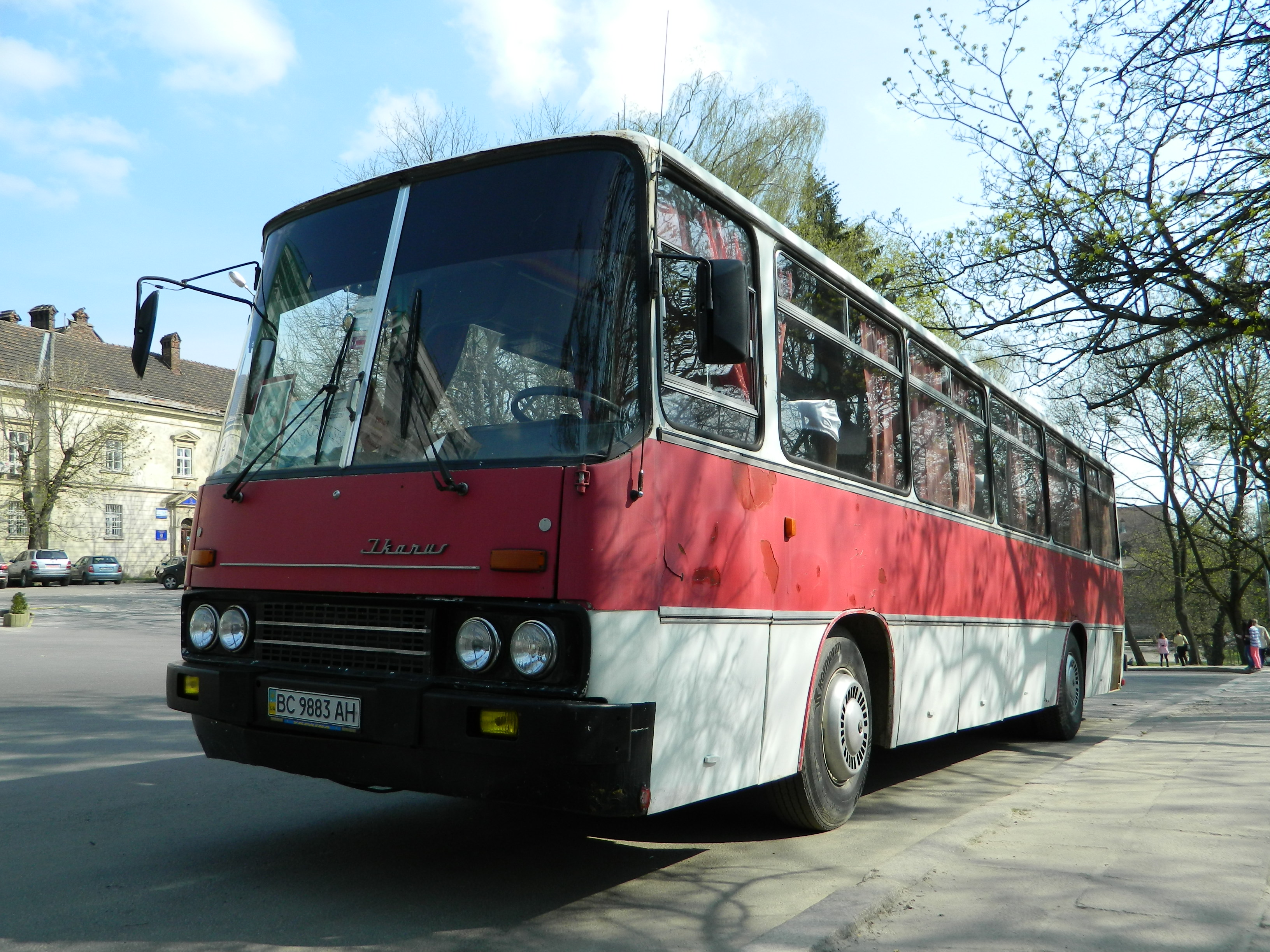
Вид спереди
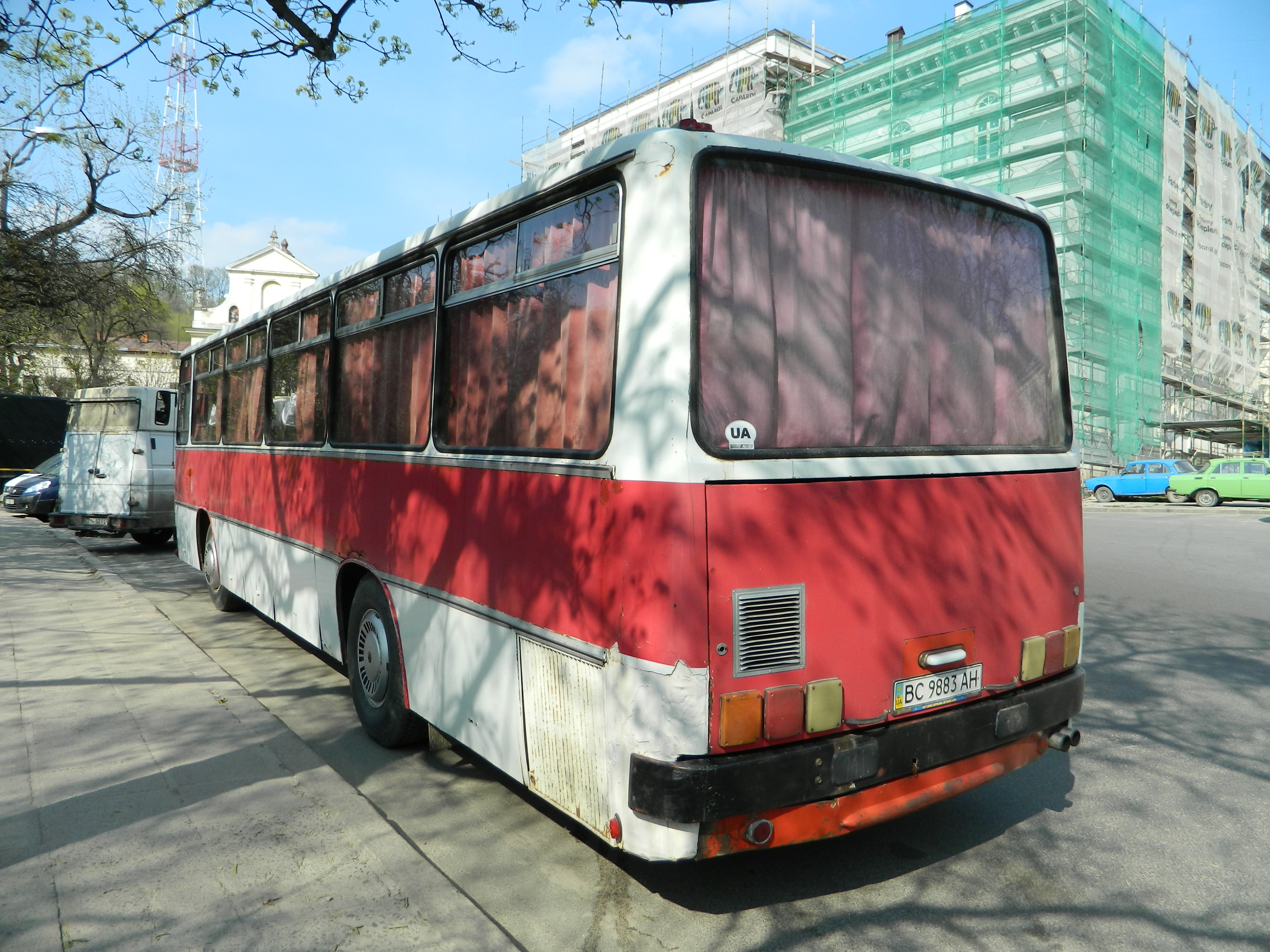
Вид сзади